# Match de meilleur deuxième de la Ligue américaine de baseball 2017
Le match de meilleur deuxième de la Ligue américaine de baseball 2017 est un match éliminatoire de la Ligue majeure de baseball joué le mardi 3 octobre 2017 au Yankee Stadium de New York.
Vainqueurs par le score de 8-4, les Yankees de New York éliminent les Twins du Minnesota et se qualifient pour les Séries de divisions de la Ligue américaine.

## Équipes en présence
Le match oppose les Yankees de New York, qui terminent en deuxième place de la division Est de la Ligue américaine, et les Twins du Minnesota, qualifiés comme club de seconde place dans la division Centrale de la Ligue américaine. Ervin Santana est le lanceur partant prévu pour Minnesota.

## Déroulement du match
Mardi 3 octobre 2017 au Yankee Stadium, New York, New York.
| Twins du Minnesota | 3 | 0 | 1 | 0 | 0 | 0 | 0 | 0 | 0 | 4 | 9 | 1 |
| Yankees de New York | 3 | 1 | 1 | 2 | 0 | 0 | 1 | 0 | X | 8 | 9 | 0 |
| Lanceurs partants : MIN : Ervin Santana NYY : Luis Severino Vic. : David Robertson Déf. : José Berríos HRs : MIN : Brian Dozier, Eddie Rosario NYY : Didi Gregorius, Brett Gardner, Aaron Judge |   |   |   |   |   |   |   |   |   |   |   |   |